# 栗山新兵衛
栗山 新兵衛（くりやま しんべえ）は、江戸時代後期の盛岡藩士。秋田戦争で活躍し、戦争後は十和田湖開拓に従事し、休屋を開発した。

## 略歴
栗山家は元々五城目町の出身で五城目の了賢寺の過去帳に記載があるという。後に盛岡藩の花輪大町に移り、秋田屋の屋号で荒物雑貨商を営んでいた。代々九八の名前を継いでいたが、11代の新兵衛の代からは異なる名前を名乗っている。
新兵衛の性格は温厚であった。山口流剣法を関右平太に、銃術を櫻井忠大夫に学んだ。さらに、花輪から12km以上離れた毛馬内まで毎日往復して、泉沢恭助の塾に学んだ。 安政2年（1855年）2月、32歳で極意皆伝を許され、兵法教授に当たった。花輪における兵法教授の初めてである。明治元年（1868年）の秋田戦争では、盛岡軍の楢山佐渡の右腕となり、花輪隊の大役を務めた。岩瀬会戦等に従軍する。帰陣した新兵衛の陣笠には7発もの弾痕が残されていたと伝えられている。
明治2年（1869年）には十和田湖畔の神田川沿いの休屋に居を定め開拓を行った。これは安政2年（1855年）に既に盛岡藩に開拓許可願いを提出していたもので、慶応2年（1866年）藩から開発援助の沙汰があったが、実際に開拓事業を行う前に秋田戦争が始まったものである。栗山新兵衛の目的は、盛岡藩と犬猿の仲であった津軽藩に対する国境警備のための屯田開発が最大の理由であった。
新兵衛は5男の政次郎（15歳）と長女クニ（12歳）を伴って休屋を開拓した。十和田神社の参拝などで人は通っていたが、通年で居住したのは新兵衛家族が初めてであった。明治4年には仮住まいを払い神田川左岸（秋田県側）に家を建てた。地区に桑の木が多かったため、養蚕を目当てに明治10年頃には休屋は3、40戸の村落を成していた。明治8年から開かれていた鉛山の十和田鉱山だったが、明治15年頃には最盛期を迎え、新兵衛は桂の大木をくりぬいた丸木舟の帆掛け船で、農産物や建築資材を鉛山まで運び、生活が安定してきた。
新兵衛らは商売の帰りに強風で船が転覆し、岸に近い小島で一夜を明かした。以来その島は「一夜島」と呼ばれるようになったという。他にも新兵衛は、蓬莱島や千本松などの十和田湖の名勝を名付けたと言われている。
老境にいたり明治32年（1899年）弟の清右衛門一家を代わりに入植させて、花輪の生家に戻り療養生活に入ったが、療養も空しく明治33年（1900年）に死亡した。
その後、休屋は十和田湖観光の中心地となっていく。

## 十和田湖開発之碑

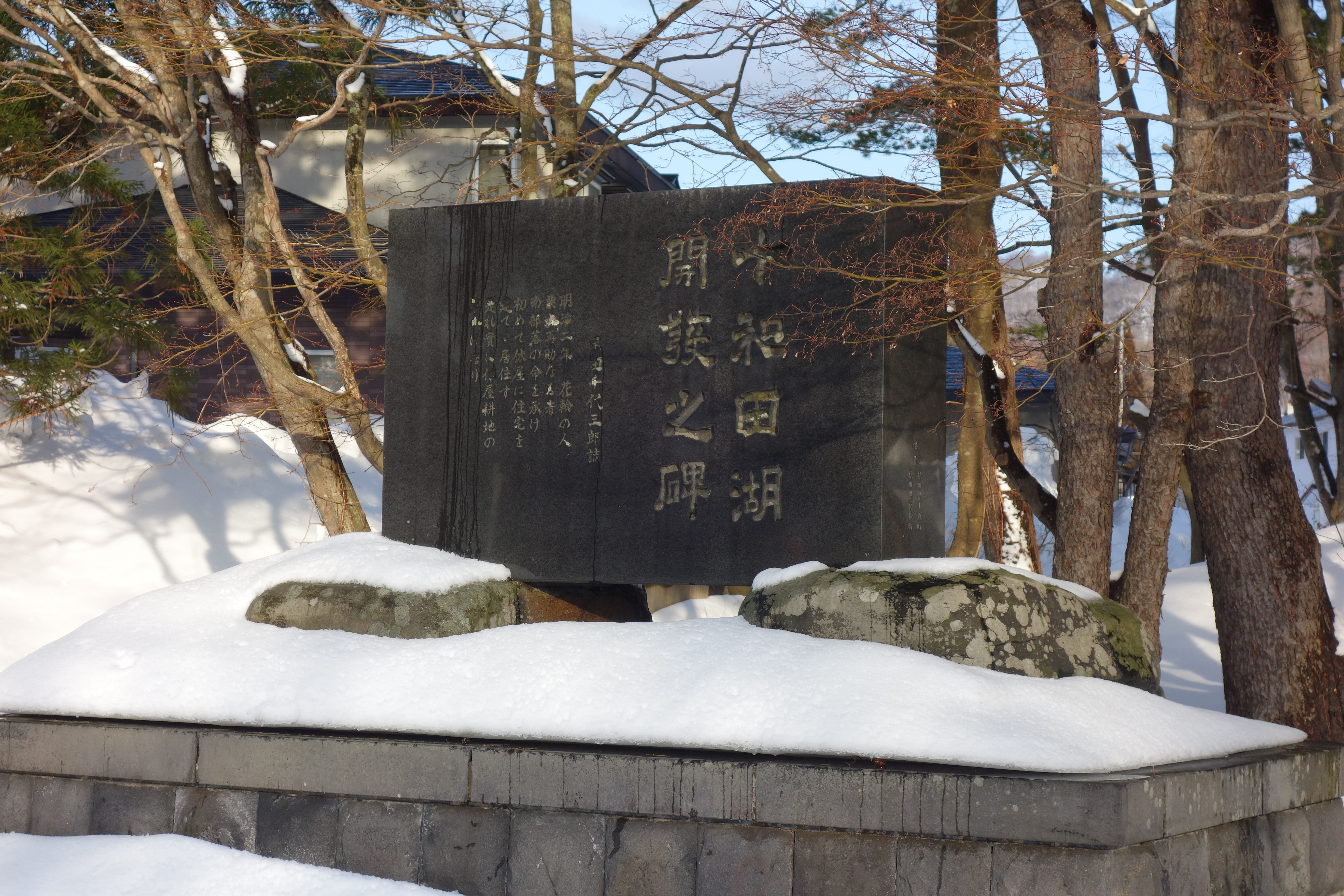
十和田湖開発之碑

十和田湖を初めて開拓した栗山新兵衛を記念し1967年（昭和42年）10月31日県内外より150名の参集者を得て、盛大な十和田湖開発之碑の除幕式が挙行された。これは、新兵衛の曾孫にあたる小坂町町議の栗山小八郎の努力によるもので、一族に檄をとばし募金をはじめ、除幕式は北は札幌、南は久留米から集まった一族と来賓者を得て挙行された。碑文は秋田、青森県知事を歴任した武田千代三郎の著作から新兵衛の解説文を彫り、裏面には花輪の川村左学の「栗山先生伝」を刻んでいる。